# Eersel
Eersel este o comună și o localitate în provincia Brabantul de Nord, Țările de Jos.

## Localități
Duizel, Eersel, Knegsel, Steensel, Vessem, Wintelre